# كوجي كوماجاي
كوجي كوماجاي (باليابانية: 熊谷 浩二) (23 أكتوبر 1975 في محافظة آوموري في اليابان – )؛ هو لاعب كرة قدم ياباني سابق كان يلعب كلاعب وسط.

## وصلات خارجية
- كوجي كوماجاي على موقع الاتحاد الدولي (مؤرشف)  (الإنجليزية)
- كوجي كوماجاي على موقع رابطة كرة القدم اليابانية للمحترفين (اليابانية)
- كوجي كوماجاي على موقع قاعدة بيانات كرة القدم.إي يو (الإنجليزية)
- كوجي كوماجاي على موقع عالم كرة القدم.نت (الإنجليزية)